# 同性恋摇篮
《同性恋摇篮》（英語：The Homosexual Matrix）是美国心理学家克拉伦斯·阿瑟·特里普的一本著作，作者在书中讨论了同性恋的生物学和社会学意义，还试图解释异性恋和双性恋。该书于1975年由麦格劳希尔图书公司首次出版；1987年重新出版了修订版。
根据他对证据的复查，特里普认为，人们不会因为荷尔蒙水平、对异性的恐惧或专横且联系紧密的母亲的影响而成为同性恋者，并且父亲对儿子的关注程度对同性恋的发展没有影响。他批评西格蒙德-弗洛伊德，认为同性恋发展的精神分析理论是基于错误的假设，是站不住脚的。他认为性取向不是与生俱来的，而是取决于学习。青春期早熟和早期手淫是男性同性恋发展的重要因素。大多数成年人是异性恋，是因为他们的社会化使他们想成为异性恋。他批评心理治疗试图通过LGBT回转治疗使同性恋者转变为异性恋，并主张社会宽容同性恋和不墨守陈规的行为。
这本书不仅受到很多争议，还收到很多负面评论，比如说，特里普杂乱无章的写作风格、性别歧视、对、女性性行为生物学基础的看法、对男同性恋的关注和对女同性恋的忽视以及对同性恋解放运动讨论的缺失。精神分析学家批评特里普对精神分析理论的蔑视，指控他对同性恋行为偏爱的偏见，指责他错误地宣称同性恋者的生殖器尺寸大于平均尺寸，还反对他关于尝试通过心理疗法改变同性恋的讨论。特里普本人相信，尽管《同性恋摇篮》从同性恋媒体和一些同性恋者那里得到负面反馈，但这本书仍然是很具影响力的并作为一本关于同性恋的重要著作而受到赞扬。一些评论家还赞扬了特里普对心理治疗的批评，并支持他对情欲的看法——情欲取决于对其满足的抵制。

## 出版历史
《同性恋摇篮》于1975年由麦格劳希尔图书公司首次出版。1987年，新美国图书馆出版了带有新序言的修订版。

## 反响
《同性恋摇篮》被广泛翻阅，且影响力颇大，据报道其已有近50万销量。 这本书受到一些同性恋作家的赞扬，例如历史学家马丁·杜伯曼、学者约翰-劳里森、剧作家拉里-克莱默、 历史学家乔纳森-内德-卡茨、小说家刘易斯·甘尼特、 小说家戈尔·维达尔 和记者保罗·瓦内尔。 克莱默称这部作品是第一本来自 "有声望的来源 "的书，"敢于公开谈论同性恋是一种健康的现象"。 卡茨评论说，在它出版之前，"以同性恋为主题且蕴含思想的书屈指可数"。 甘尼特称它是 "第一部用有说服力的心理学术语解释为什么同性恋不是实现异性恋的发展失败的作品"，并写道，波梅罗伊认为它是他读过的最好的关于同性恋的书，维达尔称它是 "开创性的"， 瓦内尔称它是与同性恋有关的十本最佳非小说书之一。 然而，这本书是有争议的。 据甘尼特报道，特里普认为 "同性恋者和异性恋者以完全相同的方式发展他们的性取向 "的观点令 "许多临床医生和大部分公众 "感到震惊。 1987年，特里普写道，书中没有一句话像他的评论那样激起了"仇恨的反应"："当两个男人在性互动中感到兴奋和无拘无束时，双方擦出的火花确实激起了很高的性欲，且其他方式多不能达到的这种水平。" 特里普写道，这句话被用来错误地描述他，让他被误会为认为同性恋是一种本质上更优越的性表达形式。 1996年，杜伯曼批评了该书的 "厌女的段落"。
根据作家保罗-摩尔的说法，精神分析学家欧文-比伯向美国心理学会提出了对特里普的道德申诉。比伯指责特里普，在《同性恋摇篮》的一篇文章中，有一段话暗指比伯和他的作品《同性恋：对男性同性恋者的心理分析研究》（1962年），他指责特里普对他的科学诚实性和可信度提出质疑。在这篇文章中，特里普声称有一个病人在比伯的帮助下变成了异性恋，但比伯和病人的关系很差，后期比伯甚至与病人失联，就这样一个例子还被比伯用来验证其声称的性取向改变。然而，美国心理学会的结论是，没有证据表明特里普有不道德的行为。
赞同《同性恋摇篮》的作家包括，人类学家唐纳德·西蒙斯、哲学家蒂莫西·墨菲、 酷儿理论家大卫·哈尔佩林 和记者菲利普·诺比尔。 西蒙斯认为特里普的假说是可信的，即情欲取决于对其的抵制；他赞同特里普的观点，也认为男人之间的性体验能达到的强烈的情欲水平是其他方式不能比拟的。 墨菲认可特里普对于LGBT回转治疗的批评。 哈尔佩林认为特里普极大地扩展了金赛关于性倒错（心理学上对于同性恋的旧称）的讨论； 然而诺比尔认为《同性恋摇篮》“完成了金赛关于同性恋的讨论”。 然而，科学史学家赖恩·伊斯利认为很遗憾的是，特里普没有进一步探讨男性的性吸引力是如何取决于主导权的主题的。
特里普的一些主张被批评不准确或有误导性。 精神病学家露丝·蒂凡尼·巴恩豪斯认为尽管《同性恋摇篮》因避免偏见而受到赞扬，但是它也的确有很多曲解。她指出，虽然特里普引用了比奇的一篇文章作为证据，证明同性恋行为在整个动物界都很普遍，但他的参考书目包括比奇后来的一篇文章，这篇基于进一步研究的文章，推翻了比奇自己先前的主张。她还批评了特里普对男性气质、两性关系和性吸引的理解，以及他对“性倒错”（心理学上对于同性恋的旧称）一词的使用，指出它与精神病学家最初使用的方法并不相同。她还写道，特里普声称从来没有治愈同性恋的报道是不正确的，他对同性恋治疗的讨论是混乱的，她的许多同事认为他的著作 "用粗劣的方法且缺乏学术性，是智力上的蔑视，甚至拒绝对他的书做出回应，因为这样做简直就是抬举了它"。 社会理论家乔纳森-多里莫将特里普对同性恋的精神分析理论的描述形容为过度简化，接近于拙劣的模仿。
特里普关于同性恋起因的观点受到批评。 经济学家理查德·艾伦·波斯纳写道，特里普让精神病学家理查德·冯·克拉夫特-艾宾的理论再次流行，即基于同性恋者比异性恋者更早开始手淫的证据，得出手淫使男孩痴迷于男性生殖器，因而成为同性恋的结论。他批评了这一理论，理由是同性恋和早期手淫可能是任何导致同性恋的因素的结果。 遗传学家迪恩·哈默认为特里普对性取向的社会学习理论提供了最清晰的阐述。然而，他认为该理论本身是不可信的，并以许多理由拒绝了它，认为它与人类学证据和人类演化史不一致，而且不能解释同性恋的存在。 心理学家阿伦·P·贝尔还有社会学家马丁·S·温伯格和苏·K·哈默斯米特都认为特里普告诫人们不要猜测母性关系在男性同性恋发展中的作用是正确的，但指出一些研究表明，"准同性恋"男孩与他们的母亲有非典型的关系。

《同性恋摇篮》得到一些正面反馈，包括小说家乔治·惠特莫尔在LGBT杂志The Advocate 中、弗里茨·弗拉基格在《同性恋期刊》 以及《大西洋月刊》上都对该书给予了积极评价。 大卫·贝格曼在《同性恋期刊》上发表了对该书好坏兼具的看法。 与此同时，这本书也收到了来自《图书馆杂志》的罗伯·麦肯齐、《纽约书评》的作者 J. M.卡梅隆、 《身体政治》的迈克尔·林奇、 Gay Left 期刊的菲尔·德比希尔 和《迹象》的哈丽特·怀海德的负面评论。 以及来自精神分析学家的负面评论包括《纽约时报》的赫伯特·亨丁、 《性研究期刊》的阿诺·卡伦 和《美国精神病学杂志》的查尔斯·W·索卡里德斯。
惠特莫尔认为这本书是继《金赛报告》之后 "当代同性恋研究的第二个伟大里程碑"。他形容这本书是一部 "革命性的作品"，会引起精神病学家的愤怒。他认为特里普展示了 "性身份的多样性和流动性"，以及 "性倒错和娘娘腔 "与其他形式的人类行为的关系；并且这本书也是自乔·温伯格的《社会与健康的同性恋者》（1972年）以来，对将同性恋者转化为异性恋的治疗尝试进行了"最猛烈的攻击"。他赞扬了特里普对 "同性恋性反应"和同性恋政治的讨论。然而，他指出，特里普没有讨论同性恋运动，他的 "中间派 "政治观点不一定符合同性恋解放运动的观点，并认为女权主义者和一些同性恋者会不喜欢这本书。他说，在麦格劳希尔图书公司出版之前，有两家出版商看过这本书，而且由于其 "关于政治和精神病学的章节"的内容，其曾一度受到怀疑能否出版。他把出版该书所涉及的问题以及亨丁的负面评论都归咎于偏见。 弗拉基格称这本书是 "长期以来出现的最具挑衅性的性学著作"，并认为特里普对同性恋的既定观点提出了强有力的挑战，还展示他掌握了众多领域的大量数据。他认为，特里普提供了自博物学家查尔斯·达尔文的《人和动物的情感表达》（1872年）以来关于行为表达如何传达内部状态的最新颖的描述，但他认为特里普最创新的贡献是对情欲感觉如何取决于 "抵抗 "的解释。 《大西洋月刊》对这本书的描述是 "写作上乘"、"有权威性"，对于对同性恋感兴趣的读者来说是 "不可或缺的"。它说，特里普用 "大量令人印象深刻的证据 "反驳了大多数人普遍持有地关于同性恋起源的观念。
贝格曼称特里普是一位有技巧的作家，在同性恋问题上学识渊博，但他的客观性还是有待商榷。麦肯锡写道，特里普只是部分地实现了他描述同性恋的目标，他的参考书目遗漏了不少基本的作品，还包括一些可疑的来源；虽然特里普的一些意见发人深省，但有一些意见则是可笑的。他还将这本书描述为一本杂乱无章、文笔笨拙、条理不清的轶事调查。 卡梅伦称特里普 "粗俗 "且有偏见，并归纳特里普的证据的特征为 "主要来自于文学"。他批评特里普将《金赛报告》视为权威，写道这些报告已经过时了。他还批评特里普在讨论历史时粗心大意，主要关注男性同性恋而忽视了女同性恋。尽管他认同特里普关于情感维持的论点，即在一段关系中，为了保持伴侣对彼此的兴趣，压力和紧张是必要的，并认为他对心理治疗的讨论也很有见地。

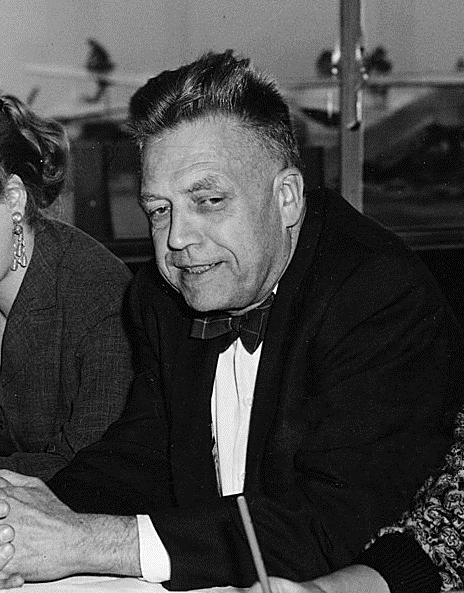
性研究者阿尔弗雷德·金赛。《同性恋摇篮》被视为完成了他关于同性恋的研究。

林奇写道，虽然最初对这部作品感到高兴，但他后来得出结论，这是一本 "欺骗性的书，不足以完成其任务"，同性恋运动不应认可它。在他看来，特里普提出了许多缺乏实证的主张，并忽视了女同性恋和一般的女性的性。他认为，特里普对男女之间性关系的理解，以及他对两性之间的紧张关系如何引起性兴奋的描述，都受到了生物决定论的影响。他认为特里普关于社会加剧两性分化原因的讨论很有意思，但得出的结论却很糟糕。他接受特里普关于性取向取决于学习的观点，但不同意特里普的叙述细节。他同意特里普对心理治疗的批评，但认为特里普的理论是 "与精神分析的假设有关"。他指责特里普试图"通过使同性恋变得平淡无奇"而变得合法化。他还批评惠特莫尔为特里普辩护，并表示部分同意亨丁对该书的评论。 林奇随后写道，该书因特里普没有讨论同性恋权利运动和对妇女的负面看法而受到批评。据林奇说，特里普在一次采访中表示，他没有写同性恋解放运动，是因为他对它了解不够，他对针对该书的性别歧视指控感到惊讶，他认为 "同性恋媒体 "对该书的反应是尴尬的，而采访者则认为特里普被这种负面反馈伤害了。
德比什尔否定了这本书，认为它是建立在 "资产阶级的社会科学"的基础上，而且特里普没有认识到性别歧视在那些反对同性恋的禁忌上发挥的积极作用，他通过 "先进资本主义的意识形态形式 "来看待同性恋，因此将其误解为一个 "统一的、跨历史的类别"。他还认为，特里普把性别歧视的重点放在男同性恋者身上，而几乎完全忽略了女同性恋者，他把男、女性的性行为视为 "生物学上的必然"，并忽略了女权主义和马克思主义对男同性恋者和女同性恋者受压迫的其他说法。他将特里普的作品与法国哲学家吉尔·德勒兹和米歇尔·福柯的作品进行了不利的对比。 怀海德称这本书是 "个人观察和科普类社会科学的杂乱无章的的混合物"。她写道，尽管有一些 "富有意义的思想内核"，但特里普错误地认为 "各种形式的人类性行为以及人类对这些形式的各种反应都可以简化为一套简单的心理需求"。她将特里普的异性关系模式描述为性别歧视，批评他只关注男性同性恋，并指出他几乎没有提到同性恋解放运动。
亨丁称《同性恋摇篮》是伪科学，特里普是个 "博学的骗子"、缺乏公正性、"偏爱同性恋"。他认为，特里普认为同性恋优于异性恋、性激情取决于愤怒、从对同性恋行为的观察中错误地得出了关于异性恋的结论、对性历史有扭曲的看法、还对女性有负面的看法。他写道，特里普的结论是同性恋与对女性的恐惧或愤怒无关、与家庭关系或对性取向认同的困惑的反映无关，然而这都是毫无根据的。 在他的评论之后，历史学家马丁·杜伯曼、波默罗伊、乔治·温伯格等人纷纷发来抗议信，亨丁对此进行驳斥。 卡伦写道，特里普提出了许多不合理的主张，例如，特里普宣称同性恋男子的阴茎尺寸往往大于平均水平；又例如，特里普称没有经证实的案例，证明同性恋者能通过治疗转为异性恋。他指责特里普试图使同性恋正常化或高尚化，诋毁异性恋和女性，并指责那些把他的工作归为性研究政治化的人。 索卡里兹批评特里普认为同性恋不是病态，认为同性恋比异性恋更可取，错误地声称同性恋男子更容易提前进入青春期，而且阴茎尺寸大于平均尺寸，对试图使同性恋者转变为异性恋的治疗师进行 "诽谤"，并鼓励同性恋者不要接受治疗。